# ZISC
ZISC (ang. Zero Instruction Set Computer) – technologia oparta na pomysłach wziętych ze sztucznej sieci nerwowej. Została wynaleziona przez Guya Pailleta oraz przez niego rozwinięta razem z dr. Pascalem Tannhofem z IBM. Pierwsza generacja chipu ZISC zawiera 36 niezależnych komórek, które mogą być uważane za neurony lub równoległe procesory. Każda z nich może porównać wektor wejściowy, którego rozmiar może osiągnąć do 64 bajtów z podobnym wektorem przechowywanym w komórkach pamięci. Jeśli wektor wejściowy odpowiada wektorowi w komórce pamięci to komórka ta „wypala”. Sygnał wyjściowy zawiera komórki, która miała dopasowanie, jak również znacznik który mówi, że nie wystąpiło dopasowanie.
Równoległość jest kluczem do szybkości systemów ZISC, które eliminują krok seryjnego ładowania i porównywania wzorca dla każdej lokalizacji. Kolejnym kluczowym czynnikiem ZISC jest skalowalność. Sieć ZISC może być rozszerzona przez dodanie większej liczby urządzeń ZISC bez obniżenia szybkości rozpoznawania – sieć z liczbą 10 000 lub więcej komórek może stać się powszechna. Dzisiejsze chipy ZISC zawierają 78 neuronów na chip i mogą znaleźć dopasowanie wśród 1 000 000 wzorców zaledwie w jedną sekundę operując z prędkością przynajmniej 50 MHz. Następna generacja może zawierać nawet 1 000 neuronów lub więcej w jednym chipie.
Praktyczne użytkowanie technologii ZISC jest skupione na rozpoznawaniu wzorców, ochronie, wyszukiwaniu informacji i innych podobnych zadaniach.